# ترخون
تَرخون (نام علمی: Artemisia dracunculus)، گیاهی پایای علفی چندساله از جنس Artemisia و تیرهٔ کاسنی و بومی آسیای میانه و شمالی، قفقاز و خاور دور است. خاستگاه اصلی ترخون در دره‌های آبرفتی روسیه و نواحی غربی آمریکای شمالی بوده‌است اما اکنون پرورش آن در تمام نقاط ایران معمول است.
شهر گلباف استان کرمان معروف به شهر ترخون در ایران است.

## نام
ریشه نام ترخون فارسی مشخص نیست اما گمان می‌رود که شاید از «دراکون» یونانی به معنی مار و اژدها گرفته شده باشد. زبان‌های اروپایی نام ترخون را از زبان‌های خاورمیانه گرفته و این واژه برای نمونه در اسپانیایی به صورت taragona، در فرانسوی به صورت estragon و در انگلیسی به شکل tarragon درآمده است.

## ویژگی‌های گیاه‌شناختی
ترخون به ارتفاع ۳۰ سانتیمتر تا یک متر و دارای برگهای ساده به رنگ سبز است. برگ‌های قاعده ساقه آن به ۳ لوب تقسیم می‌شود و کاپیتول‌های آن کوچک و به رنگ سبز و خوشه‌ای است. تکثیر آن از طریق پیدایش جوانه‌ها در ریزوم گیاه صورت می‌گیرد. قسمت مورد استفاده ترخون برگ‌ها و سر شاخه‌ها جوان گیاه است. از ترخون برای طعم‌دار کردن خوراکی‌هایی مثل شور نیز استفاده می‌شود.
تعداد دیگری از گونه‌های این جنس (مانند خاراگوش و برنجاسف) در داروسازی و نیز برای تهیه چاشنی به کار برده می‌شوند. طبق نظر هگر (۱۹۵۹) دو واریته ترخون زراعی یعنی ترخون فرانسوی با آلمانی و ترخون روسی وجود دارد. طبق نظر رزن گارتن (۱۹۹۹) در واقع دو گونه اختصاصی زراعی ترخون کشت می‌شوند و ترخون روسی A. dracunculoides Pursh است. در مجارستان نیز مانند سایر نقاط جهان ترخون فرانسوی کشت می‌شود؛ این گونه نسبت به سایر گونه‌ها عطر و طعم بیشتری دارد.
اما در کل ترخون فرانسوی گونه‌ای است که بیشتر برای پخت و پز در آشپزی استفاده می‌شود و از طریق دانه یا بذر رشد نمی‌کند، زیرا همهٔ گل‌ها بذر آن عقیم هستند. ولی در عوض با تقسیم ریشه پاجوش تکثیر می‌شود.
ترخون روسی را می‌توان از دانه رشد داد، اما در مقایسه با نوع فرانسوی آن از نظر طعم بسیار ضعیف تر است. با این حال، ترخون روسی گیاهی به مراتب مقاوم‌تر و قوی‌تر است که از طریق ریشه گسترش می‌یابد و ارتفاع آن به بیش از یک متر می‌رسد. این نوع ترخون در واقع خاک‌های فقیر را ترجیح می‌دهد و خشکسالی به خوبی تحمل می‌کند.
ترخون ریشه‌های گسترده‌ای دارد و از زمین‌ساقه کوتاه آن یک شبکه ریشه ای متراکم تکامل می‌یابد. بیشتر ریشه‌ها تا عمق ۳۰–۲۰ سانتی‌متری در خاک نفوذ می‌کند. دستک که برای تشکیل یک شاخساره از سطح خاک بیرون می‌آید نیز از زمین‌ساقه تولید می‌گردد.
شاخساره‌های گیاه چوبی و سبز رنگ هستند و قسمت تحتانی آنها به رنگ قرمز مایل به قهوه ای است. ارتفاع اندام‌های هوایی بسته به شرایط محل رشد ۱۵۰–۸۰ سانتی‌متر می‌باشد. برگها دارای طول ۳۸ سانتی‌متر، عرض ۱ / ۲–۰ / ۵ سانتی‌متر، کاملاً لبه دار، بدون پرز، به شکل نیزه ای لیفی و در هر دو طرف براق هستند. گل آذین‌های کلاپرک ترخون یک آرایش خوشه ای سبز رنگ، برگدار و بسیار منشعب را تشکیل می‌دهند. گل‌ها به رنگ زرد یا قرمز مایل به قهوه ای هستند. ترخون فرانسوی بذری تولید نمی‌کند. اما ترخون روسی بذر تولید می‌نماید. ارزش ترخون مربوط به روغن فراری است که در بوته‌ها ذخیره می‌شود. بوی روغن فرار ترخون تا حدودی شبیه بادیان رومی است. و در عین حال دارای طعم تند و گرمی می‌باشد. ترخون فرانسوی در زمان گلدهی دارای بیشترین میزان روغن فرار است (۲ / ۸–۰ ٫ ۵٪). مهم‌ترین ترکیب روغن فرار ترخون متیل کاویکول (استراگول) است که این ماده ایزومر آنتول می‌باشد و میزان ۷۰–۵۰٪ از حجم کل روغن را به خود اختصاص داده‌است. ترکیب‌های دیگر روغن فرار شامل کامفن، اسیمن، سابیش، میرس، آئیسول و یوجنول هستند. ترخون ۱۰–۸ سال زنده می‌ماند.

## ترکیبات شیمیایی
گیاه تازه ترخون دارای ۶۰ تا ۷۰ درصد استراگول، ۱۵ الی ۲۰درصد اوسیمن (ocimene) و متیل کاویاکول (methylchaviacol) می‌باشد. همچنین مقدار کمی نیز تانن در ترخون وجود دارد.